# James Stephenson
Pour les articles homonymes, voir Stephenson.
James Stephenson  né à Selby, dans le Yorkshire, (Angleterre) le 14 avril 1889, et mort à Pacific Palisades, en Californie (États-Unis) le 29 juillet 1941, est un acteur britannique.

## Filmographie sélective

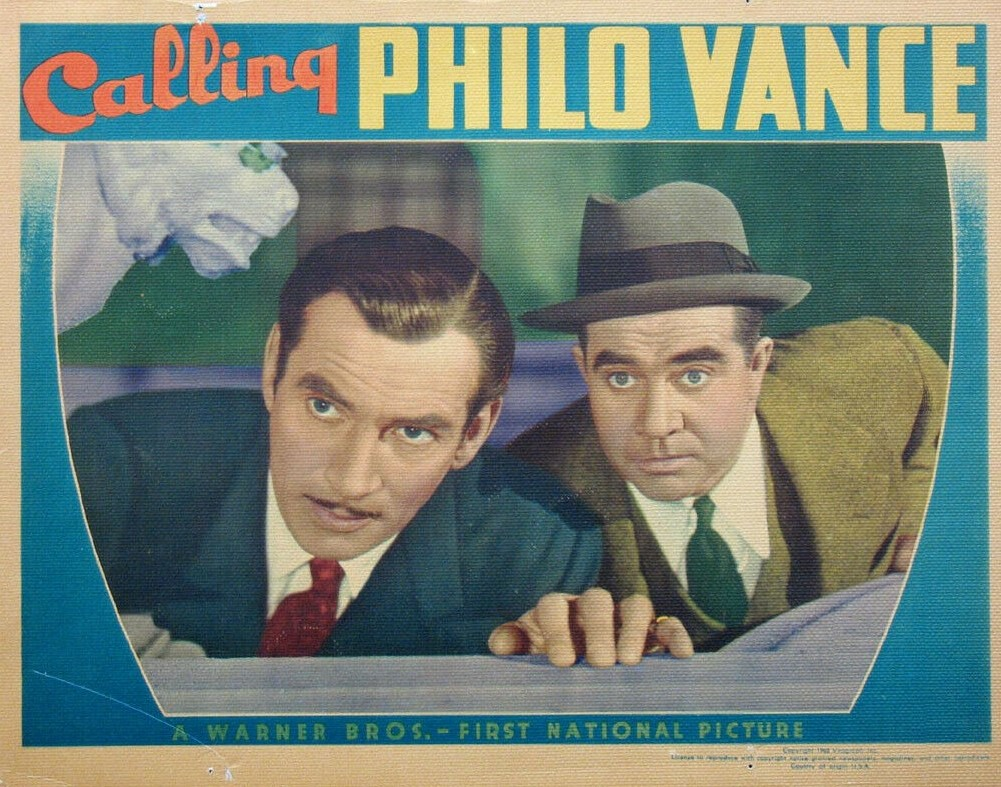
James Stephenson et Edward Brophy dans Calling Philo Vance (1940).

- 1938 : When Were You Born de William C. McGann
- 1938 : La Femme errante (White Banners), d'Edmund Goulding : Thomas Bradford
- 1938 : Nancy Drew... Detective, de William Clemens : Challon
- 1938 : Le Vantard (Boy Meets Girl) de Lloyd Bacon : Major Thompson
- 1939 : Service secret de l'air (Secret Service of the Air) de Noel M. Smith : Jim Cameron
- 1939 : On Trial, de Terry O. Morse : Gerald Trask
- 1939 : Les Aveux d'un espion nazi, d'Anatole Litvak : Agent secret britannique
- 1939 : Beau Geste, de William A. Wellman
- 1939 : La vieille fille, de Edmund Goulding
- 1939 : Devil's Island de William Clemens
- 1939 : Agent double, de Lloyd Bacon
- 1939 : La Vie privée d'Élisabeth d'Angleterre, de Michael Curtiz
- 1939 : Hommes sans loi (King of the Underworld) de Lewis Seiler
- 1939 : Nous ne sommes pas seuls (We Are Not Alone) d'Edmund Goulding
- 1940 : Calling Philo Vance (en), de William Clemens
- 1940 : Murder in the Air, de Lewis Seiler
- 1940 : L'Aigle des mers, de Michael Curtiz
- 1940 : Une dépêche Reuter, de William Dieterle
- 1940 : La Lettre, de William Wyler
- 1940 : Wolf of New York de William C. McGann
- 1941 : Shining Victory, d'Irving Rapper